# Prymnotomis crypsicroca
Prymnotomis crypsicroca är en fjärilsart som beskrevs av Edward Meyrick 1931. Prymnotomis crypsicroca ingår i släktet Prymnotomis och familjen mångfliksmott, (Alucitidae). Inga underarter finns listade i Catalogue of Life.